# Heterudea grisealis
Heterudea grisealis is een vlinder uit de familie van de grasmotten (Crambidae). De wetenschappelijke naam van deze soort is voor het eerst gepubliceerd in 1905 door Paul Dognin.
Deze soort komt voor in Ecuador (in Loja).